# ジョシュ・ハロップ
ジョシュ・ハロップ（Josh Harrop、1995年12月15日 - ）は、イングランド・ストックポート出身のプロサッカー選手。ノーサンプトン・タウンFC所属。ポジションはMF。

## 経歴

### クラブ
マンチェスター・ユナイテッドFCのアカデミー出身。トップデビュー戦となった2016-17シーズン最終節のクリスタル・パレスFC戦でいきなりゴールを挙げ、2-0の勝利に貢献した。ハロップはプレミアリーグでゴールを挙げたクラブ史上100人目の選手となった。U-23チームではトップの10ゴールを挙げたが、2017年6月にクラブとの契約を拒否した。
2017年7月、プレストン・ノースエンドFCに移籍。
2021年1月20日、イプスウィッチ・タウンFCへレンタル移籍。
2022年1月27日、フリートウッド・タウンFCへレンタル移籍。
2022年12月12日、ノーサンプトン・タウンFCに移籍した。

### 代表
U-20イングランド代表歴がある。